# Olivier Latendresse
Olivier Latendresse (* 12. Februar 1986 in LaSalle, Québec) ist ein ehemaliger kanadischer Eishockeyspieler, der im Verlauf seiner aktiven Karriere zwischen 2002 und 2020 unter anderem über 325 Spiele für die Graz 99ers, den EHC Black Wings Linz, EC VSV und Fehérvár AV19 in der österreichischen Erste Bank Eishockey Liga (EBEL) auf der Position des rechten Flügelstürmers bestritten hat. Darüber hinaus war Latendresse zwei Jahre in der französischen Ligue Magnus aktiv, wo er mit den Brûleurs de Loups de Grenoble im Jahr 2019 die französische Meisterschaft gewann. Sein jüngerer Bruder Guillaume war ebenfalls professioneller Eishockeyspieler.

## Karriere

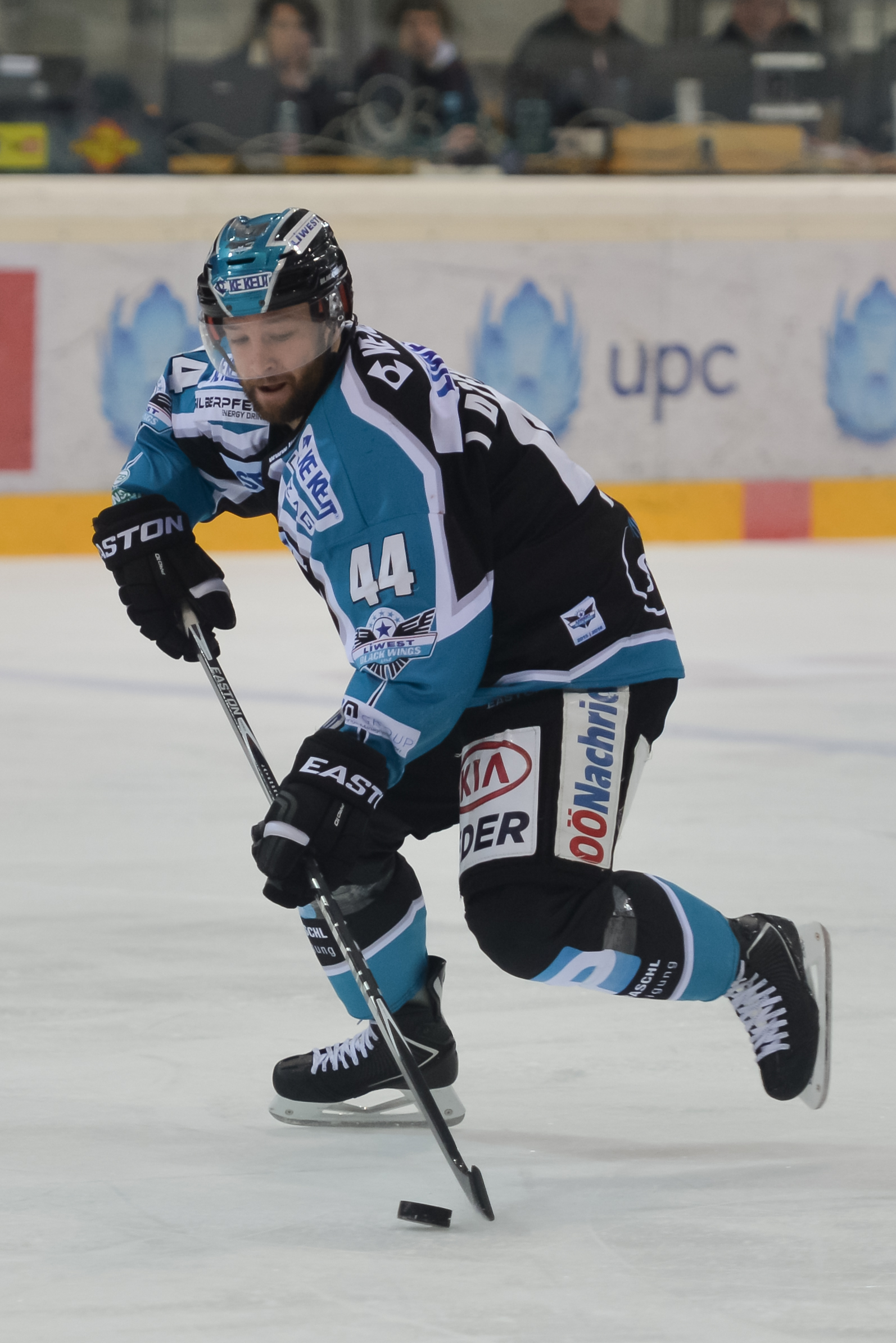
Latendresse im Trikot des EHC Black Wings Linz (2016)

Latendresse begann seine Karriere bei Foreurs de Val-d’Or in der kanadischen Juniorenliga Ligue de hockey junior majeur du Québec (LHJMQ), für die er vier Jahre lang zwischen 2002 und 2006 auflief. Dort zog der Angreifer die Aufmerksamkeit der Phoenix Coyotes auf sich, die ihn bereits im September 2004 als Free Agent unter Vertrag genommen hatte. In der Folge konnte er jedoch nicht überzeugen und spielte schließlich für die Arizona Sundogs in der Central Hockey League (CHL), wo er schließlich in der Spielzeit 2007/08 eine Berufung erhielt und sieben Spiele für San Antonio Rampage in der American Hockey League (AHL) absolvierte. Anschließend wurde er abermals als Free Agent von den Cincinnati Cyclones aus der ECHL verpflichtet, mit denen er den Kelly Cup gewann. Nachdem ihn die Hamilton Bulldogs ins Team geholt hatten, wurde Latendresse in die Organisation der Vancouver Canucks übernommen. Dort spielte er jedoch weiterhin lediglich in den Farmteams und wurde in der Saison 2009/10 zu den Calgary Flames transferiert, wo er jedoch erneut lediglich Einsätze beim Farmteam Abbotsford Heat in der AHL erhielt.
Im Frühjahr 2010 entschied sich Latendresse zu einem Wechsel nach Europa und unterzeichnete einen Vertrag bei den Bietigheim Steelers aus der 2. Eishockey-Bundesliga, für die er ein Jahr lang spielte und dabei punktbester Spieler seines Teams wurde. Anschließend wurde er im Juli 2011 vom österreichischen Erstligisten Graz 99ers verpflichtet. Bei den 99ers avancierte der Stürmer sofort zum Leistungsträger und war in der Saison 2013/14 sogar Kapitän des Teams. Nachdem sein Vertrag bereits im Jahr März 2012 um ein Jahr verlängert worden war, erhielt der Kanadier ein Jahr später eine erneute Vertragsverlängerung mit einer Laufzeit bis 2015. Die Saison 2014/15 verlief für Latendresse eher durchwachsen. Nachdem er bereits im Oktober 2014 aufgrund einer Adduktorenverletzung für zwei Wochen ausgefallen war, verletzte sich der Linksschütze beim 3:2-Heimerfolg über den EC KAC nach einem Check von Thomas Pöck im zweiten Drittel an der Schulter und musste infolge der erlittenen Verletzung sechs Wochen pausieren. Nachdem er verletzungsbedingt lediglich 29 Partien in der Spielzeit 2014/15 absolviert hatte, erhielt Latendresse im April 2015 keinen neuen Kontrakt bei den 99ers.
Der Offensivspieler wechselte daher zur Spielzeit 2015/16 für eine Saison zum Ligakonkurrenten EHC Black Wings Linz, ehe er Ende Oktober 2016 vom EC VSV als Ersatz für Brock McBride verpflichtet wurde. Nachdem er vom VSV keine Vertragsverlängerung angeboten bekommen hatte, wechselte er im Mai 2017 ebenfalls für ein Jahr zum ungarischen Ligagegner Fehérvár AV19. Danach zog es Latendresse in die französische Ligue Magnus, wo er in der Saison 2018/19 mit den Brûleurs de Loups de Grenoble die französische Meisterschaft gewann. Nach einer weiteren Saison in der höchsten französischen Liga bei den Ducs d’Angers beendete der 34-Jährige im Sommer 2020 seine aktive Karriere.

## Erfolge und Auszeichnungen
- 2008 Kelly-Cup-Gewinn mit den Cincinnati Cyclones
- 2019 Französischer Meister mit den Brûleurs de Loups de Grenoble

## Karrierestatistik
(Legende zur Spielerstatistik: Sp oder GP = absolvierte Spiele; T oder G = erzielte Tore; V oder A = erzielte Assists; Pkt oder Pts = erzielte Scorerpunkte; SM oder PIM = erhaltene Strafminuten; +/− = Plus/Minus-Bilanz; PP = erzielte Überzahltore; SH = erzielte Unterzahltore; GW = erzielte Siegtore; 1 Play-downs/Relegation; Kursiv: Statistik nicht vollständig)